# Brunnenstraße 2 (Frößnitz)

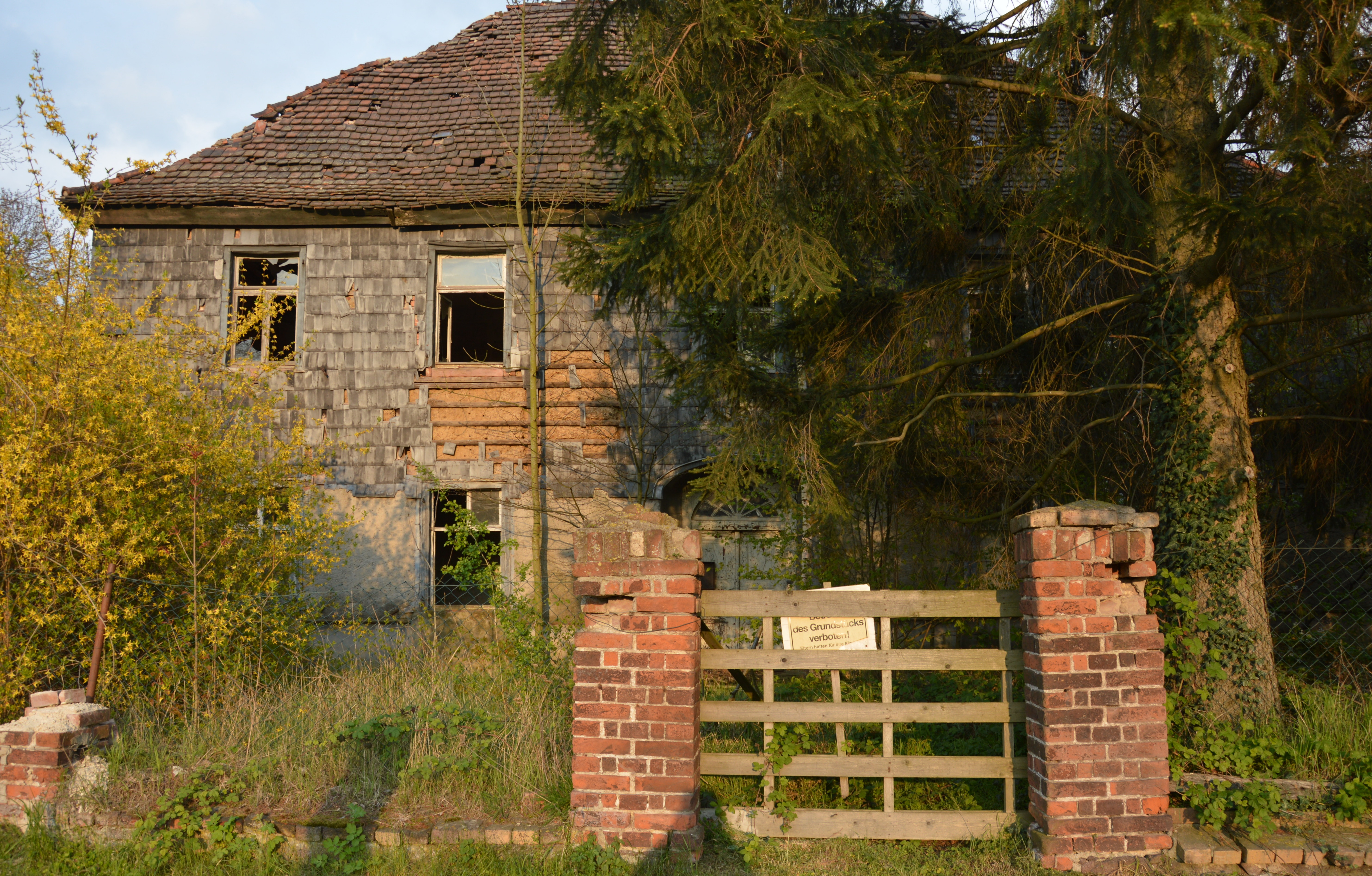
Haus Brunnenstraße 2

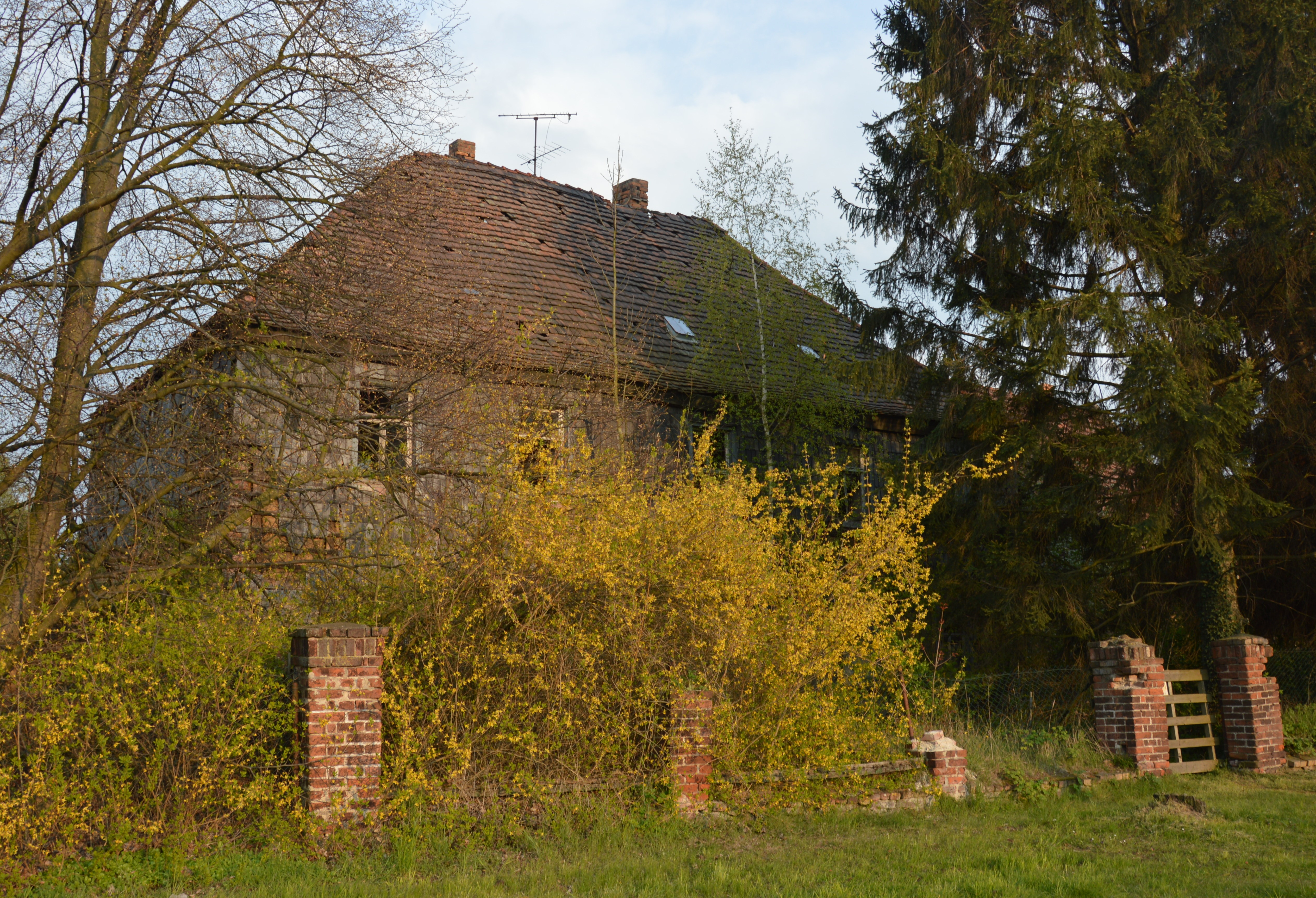
Blick von Nordwesten

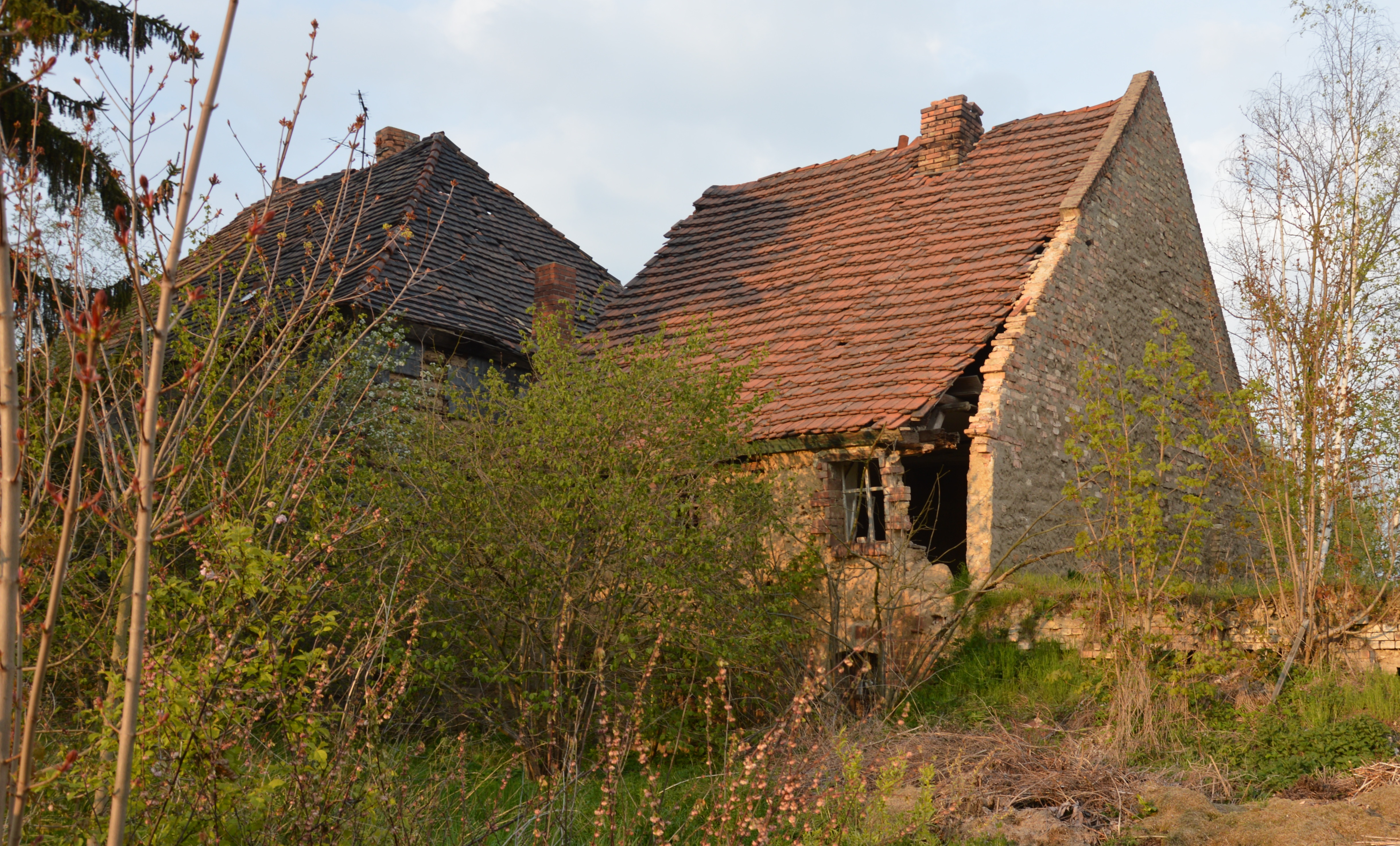
Nebengebäude auf der Südseite

Das Gebäude Brunnenstraße 2 ist ein denkmalgeschütztes Wohnhaus im zur Gemeinde Petersberg gehörenden Dorf Frößnitz in Sachsen-Anhalt.

## Lage
Es befindet sich im nördlichen Teil des Dorfes auf der Ostseite der Brunnenstraße. In der Vergangenheit bestand zeitweise auch die Adressierung Köthener Straße 2.

## Architektur und Geschichte
Das große zweigeschossige Wohnhaus stammt aus dem frühen 19. Jahrhundert und war Bestandteil eines größeren Bauernhofes. Die Fassade des Baus ist, für die Region ungewöhnlich, mit Schiefer verkleidet.
Die äußere sowie innere Gestaltung ist unverfälscht erhalten. Straßenseitig besteht vor dem Haus ein eingezäunter Vorgarten.
Im örtlichen Denkmalverzeichnis ist das Wohnhaus unter der Erfassungsnummer 094 55309  als Baudenkmal verzeichnet. Das Gebäude steht seit langer Zeit leer und ist dringend sanierungsbedürftig.